# Samuel Baker
Samuel White Baker, född 8 juni 1821 i London, död 30 december 1893 i Newton Abbot, Devon, var en brittisk upptäcktsresande som utforskade Nilens källor och upptäckte Albertsjön 1864.

## Familj, uppväxt och utbildning
Samuel White Baker föddes den 8 juni 1821 i London. Hans familj var en förmögen familj som i huvudsak sysslade med handel. Hans far, Samuel Baker Sr., var handelsman, bankman och skeppsägare från Thorngrove, Worcestershire med affärsanknytningar i Karibien. Hans bror Valentine var den kände äventyraren Baker pascha.
Den unge Samuel Baker utbildades vid en privatskola i Rottingdean, vid Gloucester College (1833–1835) och privat i Tottenham (1838–1840) innan han slutförde sina studier i Frankfurt, Tyskland 1841. Efter resor på Ceylon begav sig Baker 1861 till Afrika för att utforska Nilens källor. På resan söderut från Khartum sammanträffade han i Gondokoro med Speke och Grant, som österifrån förbi Ukereve hade följt Nilen hit och som därunder hört talas om en källflod till Nilsen. Denna beslöt Baker att uppsöka och upptäckte så Albertsjön 1864. Baker ledde senare en egyptisk expedition uppför övre Nilen för att utrota slaveriet och ta landet i besittning för Egypten.